# Ethel Merman

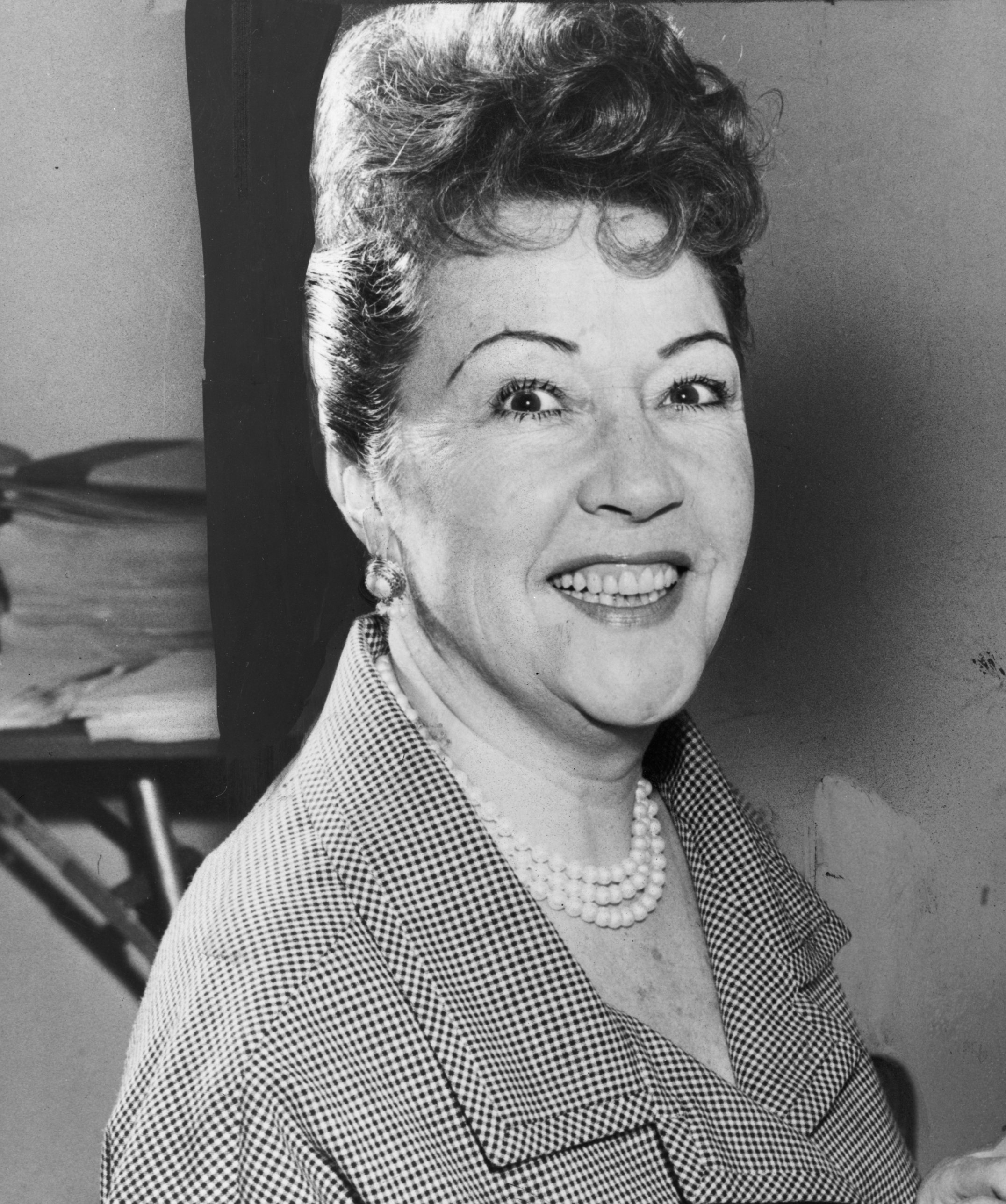
Ethel Merman

Ethel Merman, eigentlich Ethel Zimmermann (* 16. Januar 1908 in Astoria, Queens, New York City; † 15. Februar 1984 in New York City), war eine US-amerikanische Schauspielerin und Sängerin.

## Leben
Bereits als Kind begann Ethel Merman zu singen. Während des Ersten Weltkriegs trat sie zunächst in Unterhaltungsprogrammen in Kasernen auf. Nach der High School machte sie eine Ausbildung zur Sekretärin, sang in ihrer Freizeit allerdings in Nachtclubs und Vaudeville-Shows. Dies führte sie an den Broadway.
Merman wurde einer der großen Stars des Broadway. 1930 debütierte sie dort in dem Musical Girl Crazy. Zahlreiche musikalische Komödien (Musical Comedy) wurden durch sie zu Kassenschlagern, von denen man etliche verfilmte. Ausgestattet mit einem großen Stimmvolumen, war sie eine Vorgängerin späterer Stars wie Judy Garland und Barbra Streisand. Die Komponisten Irving Berlin und Cole Porter schrieben zahlreiche Songs speziell für sie.
Nachdem sie das 60. Lebensjahr erreicht hatte, trat Merman – nach über 30 Jahren am Broadway – nur noch selten auf. Von da an war sie vor allem auf Galas zu sehen oder in Fernsehshows. In den 1970er-Jahren nahm sie eine Studioversion von Annie Get Your Gun auf. Viel Aufmerksamkeit, aber schlechte Kritiken erhielt Merman für ihren Versuch, die Disco-Szene zu erobern: Ihr The Ethel Merman Disco Album floppte 1979. Ihren letzten großen Auftritt hatte sie 1982 mit einem Konzert in der Carnegie Hall in New York City.
Für ihr filmisches Schaffen erhielt Merman 1954 einen Golden Globe Award für den Film Madame macht Geschichte(n).

## Privates
Merman war vier Mal verheiratet und Mutter von zwei Kindern, die aus ihrer zweiten Ehe stammen. Ihre Ehe mit dem Schauspieler Ernest Borgnine, hielt im Jahr 1964 nur 32 Tage. Darüber hinaus hatte sie eine leidenschaftliche Affäre mit der Schriftstellerin Jacqueline Susann.
Zwei Jahre nach ihrem Carnegie-Hall-Konzert starb sie mit 76 Jahren an einem Gehirntumor.

## Broadwayproduktionen
- 1930: Girl Crazy von George und Ira Gershwin
- 1931: George White’s Scandals von Ray Henderson und Lew Brown
- 1934: Anything Goes von Cole Porter
- 1936: Red, Hot and Blue von Cole Porter
- 1939: Stars in Your Eyes von Arthur Schwartz und Dorothy Fields
- 1939: Du Barry Was a Lady von Cole Porter
- 1940: Panama Hattie von Cole Porter
- 1943: Something for the Boys von Cole Porter
- 1946: Annie Get Your Gun von Irving Berlin
- 1950: Call Me Madam von Irving Berlin
- 1956: Happy Hunting von Harold Karr und Matt Dubey
- 1959: Gypsy von Jule Styne und Stephen Sondheim
- 1964: Hello, Dolly! von Jerry Herman
- 1966: Annie Get Your Gun (Revival)

## Filmografie
- 1932: Old Man Blues – Regie: Aubrey Scotto
- 1934: Schiffbruch unter Palmen (We’re Not Dressing) – Regie: Norman Taurog
- 1934: Kid Millions – Regie: Roy Del Ruth
- 1935: The Big Broadcast of 1936
- 1936: Strike Me Pink – Regie: Norman Taurog
- 1936: Anything Goes – Regie: Lewis Milestone
- 1938: Happy Landing – Regie: Roy Del Ruth
- 1938: Alexander’s Ragtime Band
- 1953: Madame macht Geschichte(n) (Call Me Madam)
- 1954: Rhythmus im Blut (There is no business like show business)
- 1963: Eine total, total verrückte Welt (It's a Mad Mad Mad Mad World)
- 1965: The Art of Love – Regie: Norman Jewison
- 1967: Batman (Fernsehserie, 3 Folgen)
- 1976: Won Ton Ton – der Hund, der Hollywood rettete (Won Ton Ton, the Dog Who Saved Hollywood)
- 1977: Die Muppet Show (Fernsehshow, 1 Folge)
- 1979–1982: Love Boat (Fernsehserie, 6 Folgen)
- 1980: Die unglaubliche Reise in einem verrückten Flugzeug (Airplane!)

## Diskografie
- 1963: Merman in Vegas
- 1972: Merman sings Merman
- 1973: Annie Get Your Gun
- 1975: Ethel’s Riding High
- 1979: The Ethel Merman Disco Album